# Riscos de sofrimento

Grade de escopo e gravidade do artigo "Existential Risk Prevention as Global Priority", de Bostrom

Os riscos de sofrimento, ou riscos-s, são riscos que envolvem uma quantidade astronômica de sofrimento, muito mais do que todo o sofrimento ocorrido na Terra. Às vezes, eles são categorizados como uma subclasse de riscos existenciais.
As fontes de possíveis riscos-s incluem a inteligência artificial incorporada e a superinteligência, bem como a colonização espacial, que poderia levar a "guerras constantes e catastróficas" e a um imenso aumento no sofrimento dos animais selvagens, introduzindo-os em outros planetas, intencional ou inadvertidamente, "geralmente com vidas curtas e miseráveis, cheias de sofrimentos às vezes brutais".
Steven Umbrello, um pesquisador de ética em IA, alertou que a computação biológica pode tornar o design do sistema mais propenso a riscos-s.